# Аристов Микола Якович
Аристов Микола Якович (13 (1) грудня 1834, Липецький повіт, Тамбовська губернія — 7 вересня (26 серпня) 1882, м. Ніжин, Чернігівська губернія) — російський історик.

## Біографія
Народився в Тамбовській губернії.
Закінчив Казанську духовну академію в 1858, де під впливом російського історика Опанаса Щапова сформувався його інтерес до історичної науки.
Викладав російську історію в університетахтах: Казанському (1867—1869), Варшавському (1869—1873), Харківському (1873—1875). З 1875 — професор Ніжинського історико-філологічного інституту імені князя О. Безбородька.
Одним із перших звернувся до вивчення економічної історії часів Київської Русі (магістерська дисертація 1866), народних рухів (докторська дисертація 1871). Займався також дослідженням давньоруських літописів, зокрема церковно-історичних аспектів їх змісту; проблемами розвитку російської історичної науки, народного побуту та фольклору. Присвятив ґрунтовну працю історичному значенню творів Миколи Гоголя, брав діяльну участь у роботі Археографічної комісії та етнографічного відділу Російського географічного товариства, делегат кількох археологічних з'їздів, член Московського археологічного товариствава з 1869. Помер у Ніжині.

## Твори
- Промышленность Древней Руси. СПб., 1866
- Хрестоматия по русской истории для изучения древне-русской жизни, письменности и литературы от начала письменности до XVI в. Варшава, 1870
- Московские смуты в правление царевны Софьи Алексеевны. Варшава, 1871
- Разработка русской истории в последние двадцать пять лет. «Исторический вестник», 1883, № 9
- Сочинения Н. В. Гоголя со стороны отечественной науки. СПб., 1883
- Первые времена христианства в России по церковно-историческому содержанию русских летописей. СПб., 1888.